# Sarajewa pieśni o nieszczęściu
Sarajewa pieśni o nieszczęściu (ang. Sarajevo Songs of Woe) – film fabularny z 2016 roku w reżyserii Freda Kelemena, zrealizowany w koprodukcji Bośni i Hercegowiny i Niemiec.

## Opis fabuły
Pierwszy po jedenastoletniej przerwie film reżysera pochodzenia węgiersko-niemieckiego. Film składa się z trzech odrębnych opowieści z życia współczesnego Sarajewa. Pierwsza z nich, (czarno-biała) Blue Ballad for Lovers przedstawia związek reżysera i niepełnosprawnej dziewczyny, których relacje utrudnia brak komunikacji. Druga opowieść Blue Psalm for Wolves przedstawia problem bezdomnych psów żyjących w Sarajewie. Opowieść trzecia - Blue Rondo for Survivors nawiązuje do czasów wojny. Jeden z kombatantów wraca do domu i próbuje naprawić relacje z własną rodziną, a także poradzić sobie ze świadomością zbrodni, które popełnił.
Film został zaprezentowany na 17 Międzynarodowym Festiwalu Filmowym T-mobile Nowe Horyzonty we Wrocławiu.

## Obsada
- Edin Avdagić Koja
- Balázs Bodolai
- Jovana Stojiljković
- Iskra Jirsak
- Iulia Ciochina
- Szandra Guary
- Blaž Setnikar
- Katarina Nikšić
- Aja Štukan
- Sorin Dobrin